# Odrzucenie spadku
Odrzucenie spadku – czynność prawna regulowana przepisami kodeksu cywilnego polegająca na oświadczeniu spadkobiercy o odrzuceniu praw i obowiązków wchodzących w skład spadku przed sądem lub notariuszem. Odrzucenie spadku ma miejsce najczęściej w przypadku, gdy długi wchodzące w skład spadku przewyższają wartość jego majątku. Odrzucenia spadku można dokonać wyłącznie po śmierci spadkodawcy, stąd nie należy mylić tej czynności ze zrzeczeniem się dziedziczenia.

## Osoby
Odrzucić spadek może każdy podmiot prawa powołany do spadku:
- osoba fizyczna
- osoba prawna
- jednostka organizacyjna nieposiadająca osobowości prawnej.

Spadkobierca, który jest powołany do spadku zarówno z mocy testamentu, jak i z mocy ustawy może spadek odrzucić jako spadkobierca testamentowy, a przyjąć spadek jako spadkobierca ustawowy.
Skarb Państwa ani gmina nie mogą odrzucić spadku, który im przypadł z mocy ustawy.

## Terminy
Oświadczenie o odrzuceniu spadku musi być złożone w ciągu 6 miesięcy od dnia, w którym spadkobierca dowiedział się o tytule swego powołania do spadku. W przypadku osoby niemającej zdolności do czynności prawnych, sześciomiesięczny termin zaczyna biec od momentu, gdy o powołaniu jej do spadku dowiedział się jej przedstawiciel ustawowy. Termin jest zachowany, jeżeli przed jego upływem złożono wniosek do sądu o odebranie oświadczenia. Jeżeli do złożenia oświadczenia potrzeba zezwolenia sądu, termin nie biegnie w trakcie postępowania o jego wydanie.
Niezłożenie odrzucenia spadku w powyższym terminie jest tożsame z przyjęciem spadku z dobrodziejstwem inwentarza.
Odstępstwem od reguły przyjęcia spadku wprost w razie braku oświadczenia przed 18 października 2015 miało miejsce gdy:
- spadkobiercą była osoba niemająca pełnej zdolności do czynności prawnych albo osoba, co do której istnieje podstawa do jej całkowitego ubezwłasnowolnienia, albo osoba prawna – brak oświadczenia spadkobiercy w terminie był jednoznaczny z przyjęciem spadku z dobrodziejstwem inwentarza[6].
- co najmniej jeden ze spadkobierców przyjął spadek z dobrodziejstwem inwentarza, to również ci spadkobiercy, którzy nie złożyli w terminie żadnego oświadczenia o odrzuceniu bądź przyjęciu spadku, uznawani byli za przyjmujących spadek z dobrodziejstwem inwentarza[7].

Spadkobierca, który nie złożył oświadczenia od odrzuceniu (ani o przyjęciu) spadku w terminie, z powodu groźby lub wprowadzenia w błąd, może przed sądem uchylić się od skutków prawnych niezachowania terminu.

## Forma
Oświadczenie o odrzuceniu spadku składa się przed sądem lub przed notariuszem w formie ustnej lub pisemnej z podpisem urzędowo poświadczonym. Oświadczenie takie może być złożone przez pełnomocnika; pełnomocnictwo to powinno być pisemne z podpisem urzędowo poświadczonym.
Oświadczenie o odrzuceniu spadku złożone pod jakimś warunkiem lub z zastrzeżeniem terminu jest uznawane za nieważne.
Osoba niemająca zdolności do czynności prawnych (np. małoletnia lub ubezwłasnowolniona) oświadczenie o odrzuceniu spadku składa przez swego przedstawiciela ustawowego, a odrzucenie spadku w takiej sytuacji orzeka sąd, chyba że oświadczenie o odrzuceniu spadku składa rodzic za zgodą drugiego rodzica, któremu także przysługuje władza rodzicielska i inni zstępni rodzica dziecka także odrzucają spadek.
Oświadczenie o odrzuceniu spadku powinno zawierać:
- imię i nazwisko spadkodawcy
- datę i miejsce śmierci spadkodawcy
- miejsce ostatniego zamieszkania spadkodawcy
- tytuł powołania do spadku
- treść oświadczenia o odrzuceniu spadku
- oświadczenie o kręgu spadkobierców (o ile spadkobierca ma taką wiedzę)[11].

Do oświadczenia powinien zostać dołączony także odpis aktu zgonu lub prawomocne orzeczenie sądowe o uznaniu spadkodawcy za zmarłego albo o stwierdzeniu zgonu, o ile takowy dokument nie został złożony wcześniej.

## Skutki prawne
Spadkobierca, który spadek odrzucił, zostaje wyłączony z dziedziczenia, tak jakby nie dożył otwarcia spadku. Implikuje to, że w miejsce odrzucającego spadek, wchodzą jego spadkobiercy ustawowi. W przypadku odrzucenia spadku przez wszystkich spadkobierców z I linii dziedziczenia, w ich miejsce wchodzą spadkobiercy z II linii dziedziczenia itd.
Odrzucenie spadku może mieć wpływ na sposób powołania do spadku mający miejsce w danej sprawie. Spadkobierca odrzucający spadek jest traktowany jest jako osoba, która nie dożyła otwarcia spadku. W przypadku pozostawienia przez spadkobiercę testamentu powinno dojść do dziedziczenia testamentowego co do całości lub części spadku. Dziedziczenie ustawowe co do całości lub części spadku ma miejsce dopiero w sytuacji, w której którakolwiek z osób powołanych do spadku na podstawie testamentu, nie chce lub nie może być spadkobiercą.

## Uchylenie skutków prawnych
Odrzucenie spadku jest nieodwoływalne.
Uchylenie skutków prawnych jest możliwe jedynie z wyjątkiem szczególnych przypadków, do których należą:
- oświadczenie odrzucenia spadku pod wpływem groźby[17][18]
- oświadczenie odrzucenia spadku pod wpływem błędu[17][19][20]
- odrzucenie przy braku świadomości[5]
- odrzucenie spadku z pokrzywdzeniem wierzycieli[21][22][23]
- wadliwe odrzucenie spadku[24].